# Mutualité sociale agricole
 (décembre 2015).
Si vous disposez d'ouvrages ou d'articles de référence ou si vous connaissez des sites web de qualité traitant du thème abordé ici, merci de compléter l'article en donnant les références utiles à sa vérifiabilité et en les liant à la section « Notes et références ».

La Mutualité sociale agricole (MSA) est le régime de protection sociale obligatoire des personnes salariées et non salariées des professions agricoles. Dans une approche « guichet unique », la MSA gère l'ensemble des branches de la sécurité sociale : maladie, famille, la vieillesse, accidents du travail et maladies professionnelles, mais également le recouvrement.
En termes d’organisation, la MSA comporte deux types d’organismes : 
- d’une part les caisses départementales et pluridépartementales de mutualité sociale agricole[3]
- d’autre part la Caisse centrale de mutualité sociale agricole (CCMSA)[4]. La CCMSA est un organisme de droit privé chargé de la gestion d'un service public.

Chaque caisse de mutualité sociale agricole est dotée de la personnalité morale et est soumise aux prescriptions du code de la mutualité.
La MSA met en avant le fait qu’elle s’appuie sur les valeurs du mutualisme, que sont la solidarité, la responsabilité et la démocratie, pour faire vivre les territoires ruraux.
IMSA est la filiale informatique de la MSA. Le GIE conçoit, développe, héberge et sécurise les produits informatiques pour la MSA et ses partenaires, organismes de la Sécurité Sociale.

## Histoire
- 1900 : fondation du groupement « Assurances mutuelles agricoles »
- 1928 : lois rendant obligatoires l'assujettissement de tous les salariés aux risques maladie, maternité, décès et vieillesse.
- 1930 : création de la MSA
- 1951 à 1958 : mise en place progressive de l'Assurance Vieillesse pour les salariés agricoles
- 1952 : création de l'assurance vieillesse des exploitants agricoles
- 1960 : création du BAPSA (Budget Annexe des Prestations Sociales Agricoles) et mise en place de l'Action sanitaire et sociale (ASS) ;
- 1961 : création de l'assurance maladie des exploitants agricoles (AMEXA)
- 1966 : création de l'assurance des accidents des exploitants agricoles (avec liberté de choix de l'assureur) (AAEXA)[6]
- 1972 : création du régime d'assurance obligatoire qui couvre les accidents du travail, de trajet et les maladies professionnelles, pour les salariés de l'agriculture
- 2001 : création du régime d'accidents du travail et maladies professionnelles des exploitants agricoles (ATEXA)
- 2002 : réforme et revalorisation de la couverture obligatoire des accidents du travail et des maladies professionnelles pour les non salariés agricoles (ATEXA) et mise en place d'un fonds de prévention des risques professionnels dont la gestion est confiée à la MSA.
- 2003 : création du régime de retraite complémentaire obligatoire pour les chefs d'exploitation ou d'entreprise agricole. Ce nouveau régime fait également bénéficier de droits gratuits à la retraite complémentaire obligatoire les chefs d'exploitation ou d'entreprise agricole retraités, sous certaines conditions.
- 2005 : création du FFIPSA (Fonds de financement des prestations sociales des non-salariés agricoles) en remplacement du BAPSA
- 2009 : suppression du FFIPSA et reprise de son actif et de son passif par la MSA

Lors du mouvement des agriculteurs de 2024, un bâtiment de la Mutualité sociale agricole est incendié en janvier, à Narbonne.

## Rôle
La MSA gère :
| Domaine                            | Description |
| ---------------------------------- | --- |
| La santé                           | Assurance maladie, congé de maternité, arrêt de travail, invalidité, décès. |
| La famille, le logement            | La MSA gère les prestations familiales et les aides au logement des salariés et des exploitants agricoles, garde d'enfants, amélioration des logements, accès à l'autonomie…                                                                                           |
| La retraite                        | Elle verse les retraites à plus de 6 millions d'anciens salariés et non-salariés agricoles et informe les futurs retraités sur leurs droits. |
| La solidarité, l’insertion         | La MSA soutient les personnes fragiles ou confrontées à des difficultés. Elle favorise l'insertion sociale et professionnelle, verse le RSA et améliore le quotidien des personnes handicapées ou en perte d'autonomie.                                                |
| La santé et la sécurité au travail | La MSA intervient pour la prévention des risques professionnels et la médecine du travail des exploitants et entreprises agricoles (risques phytosanitaires, TMS…). Elle agit pour la santé de ses salariés (aménagement du poste de travail, conditions de travail…). |
| L’installation et l'affiliation    | Nouveaux installés, créateurs d'entreprises agricoles, la MSA s'implique pour faciliter le démarrage de nouvelles activités et entreprises. |
| L'embauche et les cotisations      | Interlocuteur privilégié des entreprises et des employeurs, la MSA assure le recouvrement des cotisations sociales pour le secteur agricole. |

Parce que la MSA est équivalente à une CPAM, à une Carsat, à une CAF, à une URSSAF, à la médecine du travail, etc., on dit qu’elle représente un « guichet unique » qui permet d'apporter en un seul rendez-vous un service complet à l'adhérent.
Le régime agricole, géré par la MSA, couvre plus de 5,4 millions de personnes, réparties entre le régime des salariés agricoles et le régime des non-salariés agricoles. La MSA est présente dans 35 caisses locales. La caisse centrale est située à Bobigny.

## Fonctionnement
Les usagers de la MSA élisent, tous les 5 ans, des délégués cantonaux. Ceux-ci élisent à leur tour les administrateurs des caisses. Ce conseil d'administration oriente la politique de la caisse tout en respectant les missions inscrites dans le code rural et de la pêche maritime et dans le code de la sécurité sociale.

## MSA à Saint-Barthélemy
Par exception, sur l'île de Saint-Barthélemy dans les Antilles françaises, tous les salariés dépendent de la caisse locale de la MSA (Caisse de prévoyance locale)